# Ordre 7161
L’ordre top secret no 7161 du Comité de Défense d'État de l'URSS (en russe Постановление № 7161cc ГКО СССР, Postanovlenie № 7161ss GKO SSSR ; le « cc » cyrillique après le numéro d'ordre est l'abréviation russe pour « top secret »), datant du 16 décembre 1944 et concernant la mobilisation et l'internement des Allemands valides pour les travaux de réparation de l'URSS, faisait partie de l'organisation du travail forcé des Allemands en Union soviétique à la fin de la Seconde Guerre mondiale.
L'ordre 7161 ordonnait à ceux qui le recevaient d'interner tous les hommes allemands valides de 17 à 45 ans et les femmes allemandes de 18 à 30 ans résidant dans les territoires de la Roumanie (69 332 personnes), la Hongrie (31 923 personnes), la Yougoslavie (10 935 personnes), la Tchécoslovaquie (215 personnes) et la Bulgarie (75 personnes), qui étaient sous le contrôle de l'Armée rouge, pour les déporter en Union soviétique afin d'effectuer des travaux manuels de réparation.
L'ordre resta secret dans le bloc soviétique jusqu'à la dissolution de l'Union soviétique.
La mise en œuvre de l'ordre fut confiée au NKVD et fut reprise par son département de la direction générale pour les Affaires des prisonniers de guerre et internés (d'abréviation russe GUPVI).